# ویلیس، شهرستان راسل، ویرجینیا
ویلیس (به انگلیسی: Willis) یک منطقهٔ مسکونی در ایالات متحده آمریکا است که در شهرستان راسل، ویرجینیا واقع شده‌است.